# كوران (صوماي برادوست)
كوران هي قرية في مقاطعة أرومية، إيران. عدد سكان هذه القرية هو 1,195 في سنة 2006.